# 格拉滕
格拉滕是德国巴登-符腾堡州的一个市镇。总面积15.52平方公里，总人口2316人，其中男性1155人，女性1161人（2011年12月31日），人口密度149人/平方公里。